# Abǎrim
Abǎrim (arabisch جبال عباريم, DMG Ǧibāl ʿAbārīm) ist der Name eines Gebirges im heutigen Jordanien, das im Alten Testament genannt wird.

## Lage
Das Gebirge zieht sich in Nord-Süd-Richtung östlich des Toten Meeres entlang, vom Jericho gegenüberliegenden Nebo im Norden bis zur Arabischen Wüste. Es ist umstritten, ob auch noch das südlich des Flusses Arnon und südöstlich des Toten Meeres gelegene gebirgige Gebiet zum Abǎrim gerechnet wurde.

## Erwähnung in der Bibel
In der Darstellung der Bibel gehörte das Gebirge zu Moab (Palästina). In der Vulgata wird im 5. Buch Mose 32,49 die etymologische Bedeutung des Namens als „Durchgang“ angegeben. Der nördliche Teil wurde auch Pisgah oder Phasga genannt (4. Buch Mose 23,14; 27,12; 21,20; 32,47; 5. Buch Mose 3,27; 34,1; 32,49).
Als Balaam die Israeliten wider Willen zum zweiten Mal segnete, statt sie wie von Balak gewünscht zu verfluchen, tat er es vom Phasga aus (4. Buch Mose 23,14-24). Einige Zeit später überschaute Moses vom höchsten Gipfel des Pisgah, also vom Berg Nebo, das Gelobte Land, das ihm nicht mehr zu betreten vergönnt war (5. Buch Mose 3,27; 32,49), und starb dann dort (5. Buch Mose 34,1 ff.). Die Israeliten schlugen, nachdem sie Almon Diblathaim verlassen hatten, auf dem Abǎrim ein Lager auf, um anschließend in Kanaan, der letzten Etappe ihres Auszugs aus Ägypten, einzuwandern, wobei sie zunächst in die Jordanebene herabstiegen, um nach Abel-Schittim zu gelangen (4. Buch Mose 33,47-48). Jeremia versteckte hier auch die Bundeslade und den Rauchopfer-Altar, als Jerusalem unter die Botmäßigkeit der Babylonier fiel (2. Buch der Makkabäer 2, 4-5).
In der Antike wurde der Abǎrim außer im Alten Testament u. a. auch von Flavius Josephus (Antiquitates Iudaicae 4, 8, 48), Hieronymus und Eusebius von Caesarea erwähnt.